# Wolf Leder
Wolf Leder (* 13. Januar 1906 in Berlin; † 24. August 2009 in Halensee) war ein deutscher Kostüm- und Bühnenbildner.

## Leben

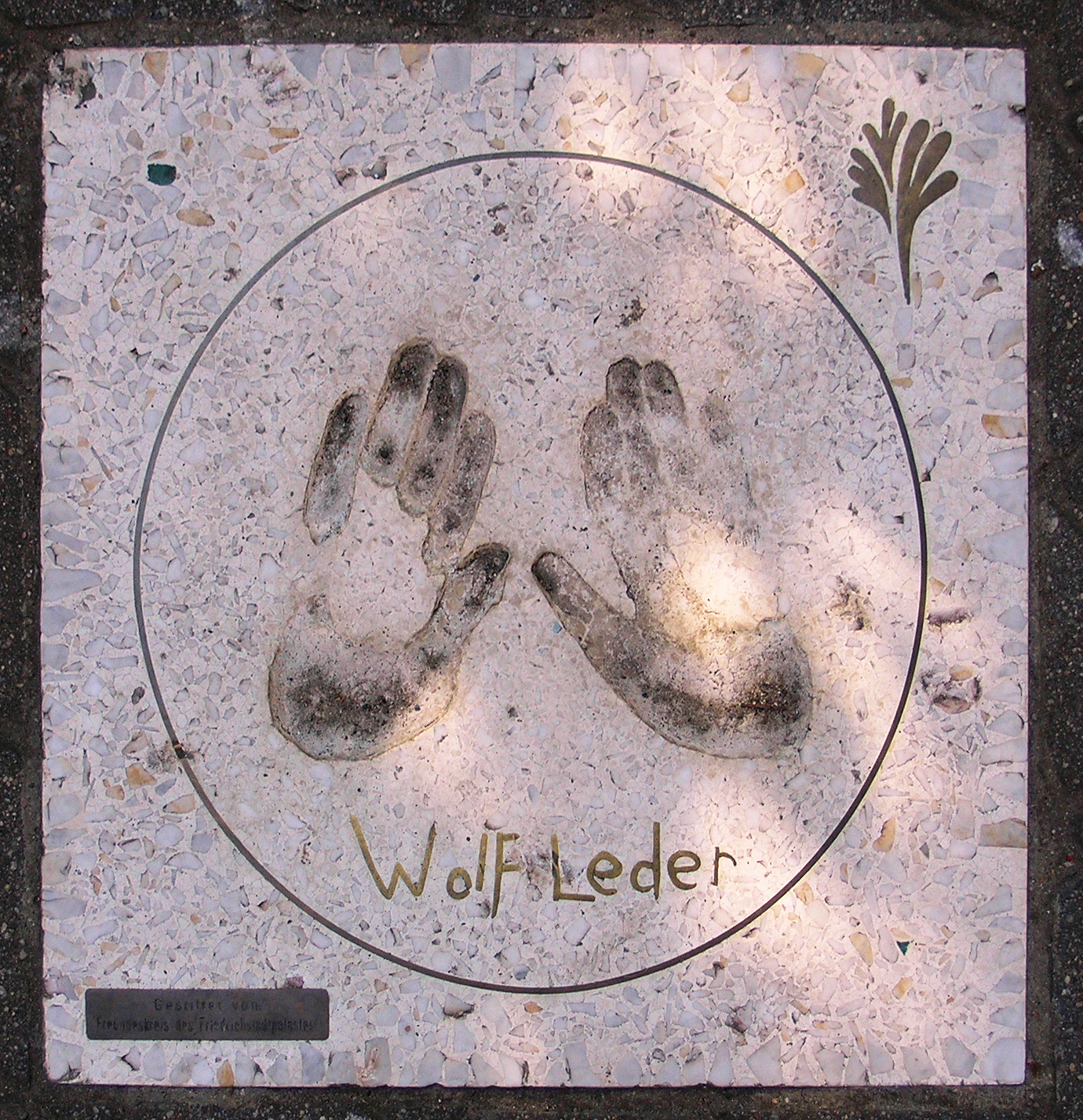
Gedenktafel am Haus Friedrichstraße 107, in Berlin-Mitte

Wolf Leder studierte an der Berliner Reimann-Schule, der größten privaten Kunstgewerbeschule Deutschlands, von 1923 bis 1927 Kostümentwurf bei Erna Schmidt-Caroll, Bühnenbild bei Moriz Melzer sowie Raumkunst bei Herta Jess. 21-jährig begann er seine künstlerische Karriere am Landestheater Schneidemühl. Ab 1927 arbeitete er während der Goldenen Zwanziger Jahre in Berlin, wo er bereits am alten Friedrichstadt-Palast als Ausstatter wirkte.
Nach Stationen am Großen Schauspielhaus, am Metropol-Theater, an der Scala, im Wintergarten und im Admiralspalast wurde Leder ab 1939 Chefbühnenbildner an der Berliner Plaza. Das Varietétheater gehörte während der Zeit des Nationalsozialismus zum Zuständigkeitsbereich der NS-Organisation Kraft durch Freude. Leder entwarf Bühnenbilder und Kostüme für das heitere Unterhaltungs- und Musiktheater. Leder, der zu keinem Zeitpunkt Mitglied der NSDAP war, half während der Zeit des Dritten Reiches mehrfach jüdischen Künstlern und Freunden.
Leder war mit vielen Stars bereits seit den Zwanziger Jahren befreundet, unter anderem mit Marlene Dietrich, Zarah Leander, Heinrich George und Johannes Heesters. Bekannt wurde er auch durch seine für die damalige Zeit ziemlich freizügigen Kostümentwürfe, wie für die Schauspielerin Margit Symo.
1944 wurde er zum Kriegsdienst herangezogen. Nach seiner Rückkehr aus amerikanischer Kriegsgefangenschaft wurde Leder 1946 von Rudolf Platte für die Ausstattung des Theaterstücks Höllenhunde an das Theater am Schiffbauerdamm geholt.
Von 1954 bis 1992 war Leder im Neuen Friedrichstadt-Palast als Ausstattungsleiter tätig. Nach dem Bau der Berliner Mauer pendelte er weiterhin zwischen Ost-Berlin und West-Berlin hin und her. In West-Berlin arbeitete Leder hauptsächlich am Theater des Westens.
Seine letzte künstlerische Arbeit war 1992 die Ausstattung des Musicals La Cage aux Folles am Schleswig-Holsteinischen Landestheater in Flensburg.
Zu seinem 100. Geburtstag wurde ihm am 15. Dezember 2005 das  Bundesverdienstkreuz am Bande verliehen.
Leder, der bis ins hohe Alter „geistig noch sehr fit war“, starb am  24. August 2009 im Alter von 103 Jahren in seiner Wohnung in Berlin-Halensee.